# Sorex araneus
Pour les articles homonymes, voir Carrelet.
Espèce
Statut de conservation UICN

 LC  : Préoccupation mineure
La Musaraigne carrelet (Sorex araneus), également nommée Musaraigne commune ou Musaraigne vulgaire,, est une espèce de petits insectivores de la famille des Soricidae.

## Description

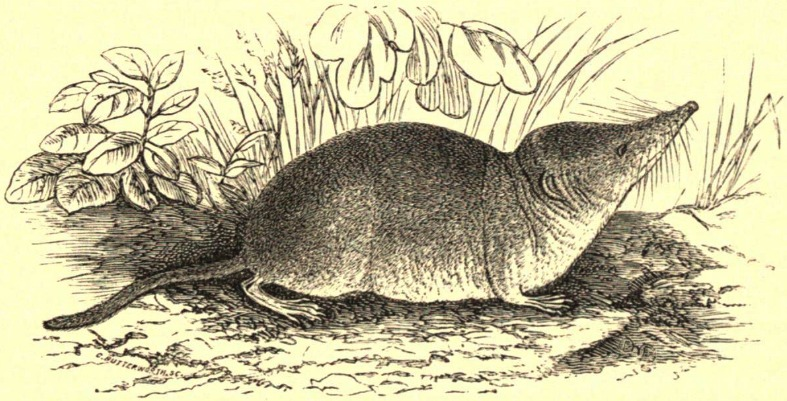
Musaraigne carrelet

### Description de la musaraigne carrelet
La musaraigne carrelet a le museau pointu en forme de trompe qui caractérise les musaraignes, un corps plutôt mince par rapport à la tête. Les pointes des dents sont rouges. Le dos est brun foncé, les flancs sont marron clair et le ventre est gris. En hiver, les flancs peuvent avoir la couleur du ventre. Chez les jeunes animaux, la face supérieure est plus pâle et la transition vers la couleur pâle des flancs est lisse. Sa longueur tête-torse est de 66 à 88 mm, la longueur queue de 30 à 57 mm et le poids de 7 à 13 grammes. 
L'espérance de vie dans la nature est de 18 mois au maximum, si bien qu'elle meurt en général à l'automne de sa seconde année, probablement en raison de l'usure des dents, de la concurrence des musaraignes plus jeunes et d'une mue incomplète.

### Différenciation avec les autres espèces de musaraignes

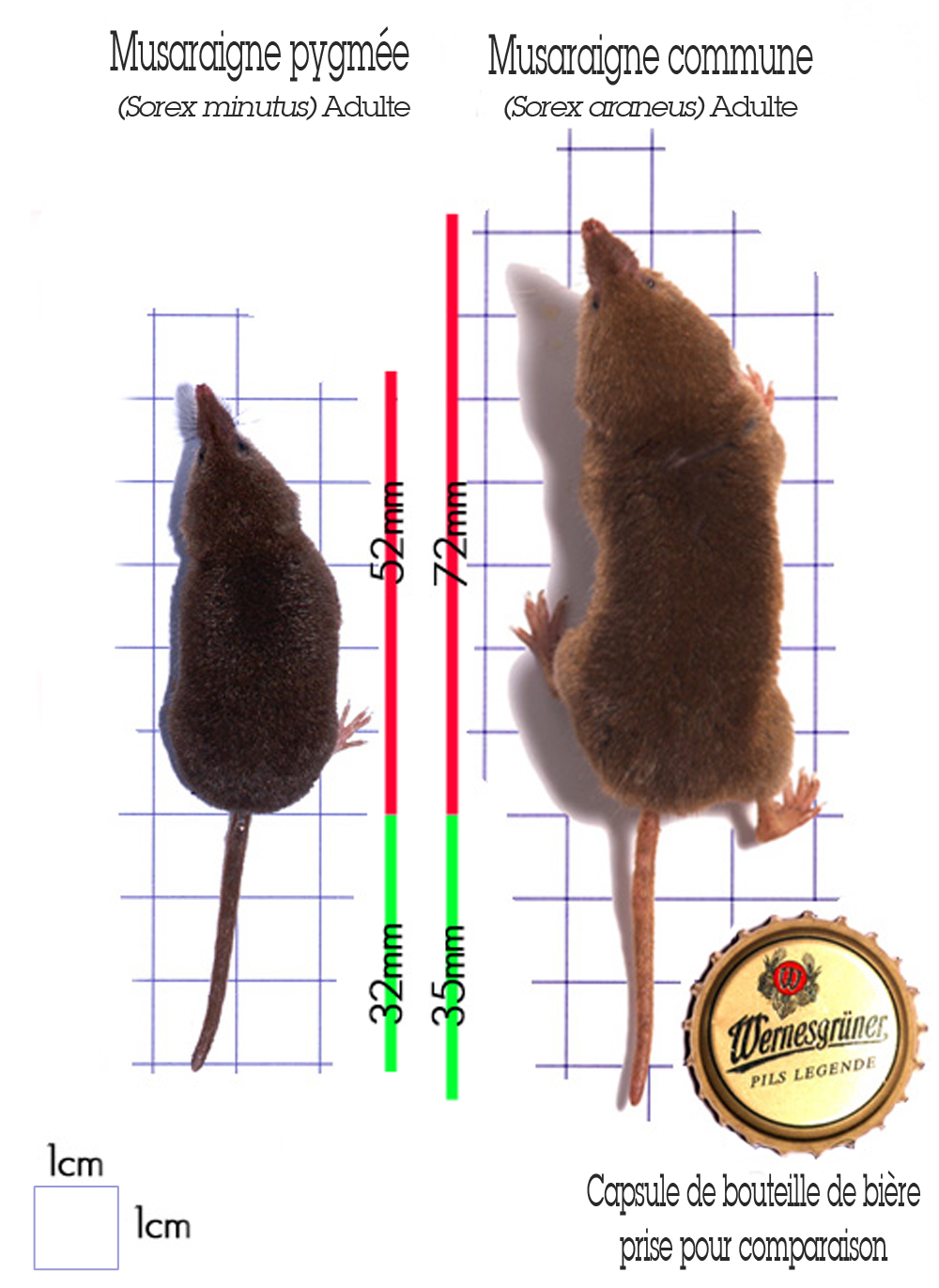
Comparaison entre Sorex minutus (à gauche) et Sorex araneus (à droite)

La musaraigne couronnée, proche parent de la musaraigne carrelet et également très répandue en Europe centrale, est en moyenne un peu plus petite. La coloration brun foncé sur le dos est plus étroite et contraste plus clairement avec les flancs brun clair. Cependant, la taille et la couleur des spécimens varient considérablement chez les deux espèces et il n'existe donc pas de caractéristiques extérieures fiables. Elles ne peuvent être identifiés de manière sûre que par un examen génétique et des différences mineures sur les os du crâne. Cela vaut également pour la musaraigne du Valais que l'on trouve dans le sud de la Suisse. La musaraigne pygmée est plus petite, la coloration de la face supérieure n'est pas distinctement bicolore, mais brun grisâtre, la queue proportionnellement plus longue et assez remarquablement épaissie. Ses yeux sont proportionnellement encore plus petits. Les musaraignes des Alpes, d'eau et de Miller ont un pelage noir à gris noir, les deux dernières espèces étant également nettement plus grandes et plus fortes. Les musaraignes à dents blanches, qui ne sont apparentées que de loin à la musaraigne carrelet se distinguent de cette dernière entre autres par les oreilles non recouvertes de poils, le sommet des dents blanc au lieu de brun foncé et les longs poils isolés et saillants à la queue.

## Écologie et comportement

### Comportement
La musaraigne carrelet est un animal actif toute l'année, solitaire, s'activant de jour comme de nuit avec des périodes de pause régulières. Elle a une mauvaise vue et utilise plutôt ses excellents sens de l'odorat et de l'ouïe pour trouver de la nourriture. Une étude menée par l'Université de Nankin en 2019 a montré que la musaraigne carrelet est capable d'écholocalisation par titrage haute fréquence et orientation spatiale à courte distance. La comparaison des gènes impliqués dans l'audition entre les chats, les grands dauphins et la musaraigne carrelet suggère que c'est le résultat d'une évolution convergente. Elle fait son nid sous la terre ou sous une végétation dense.
La musaraigne carrelet est très territoriale et défend agressivement son territoire contre ses congénères. Conquérir et défendre un territoire constitue d'ailleurs la première tâche d'un jeune. Chaque musaraigne carrelet occupe une zone de 370 à 660 mètres carrés. Le mâle étend souvent son secteur pendant la période de reproduction.

### Survie de la musaraigne carrelet en hiver
La musaraigne carrelet n'hiverne pas car son corps est trop petit pour accumuler une quantité suffisante de graisses,. Elle a en revanche développé une adaptation étonnante pour survivre à l'hiver nommée phénomène de Dehnel : son crâne se rétrécit de près de 20 % et son cerveau se réduit de 30 %,, ses autres organes perdent également de la masse et sa colonne vertébrale se raccourcit, et sa masse corporelle totale diminue donc d'environ 18 %,. À l'arrivée du printemps, elle grandit jusqu'à ce qu'elle atteigne à peu près sa taille d'origine,. Les scientifiques pensent que la baisse des températures incite son corps à décomposer les os et les tissus et à les absorber,. Ce phénomène est d'ailleurs plus marqué dans le Nord de l'Europe qu'en Europe centrale. Lorsque les températures commencent à augmenter avec l'arrivée du printemps, son corps commence à reconstruire les os et les tissus perdus,. Cela réduit considérablement ses besoins alimentaires et augmente ses chances de survie en hiver,.

### Alimentation

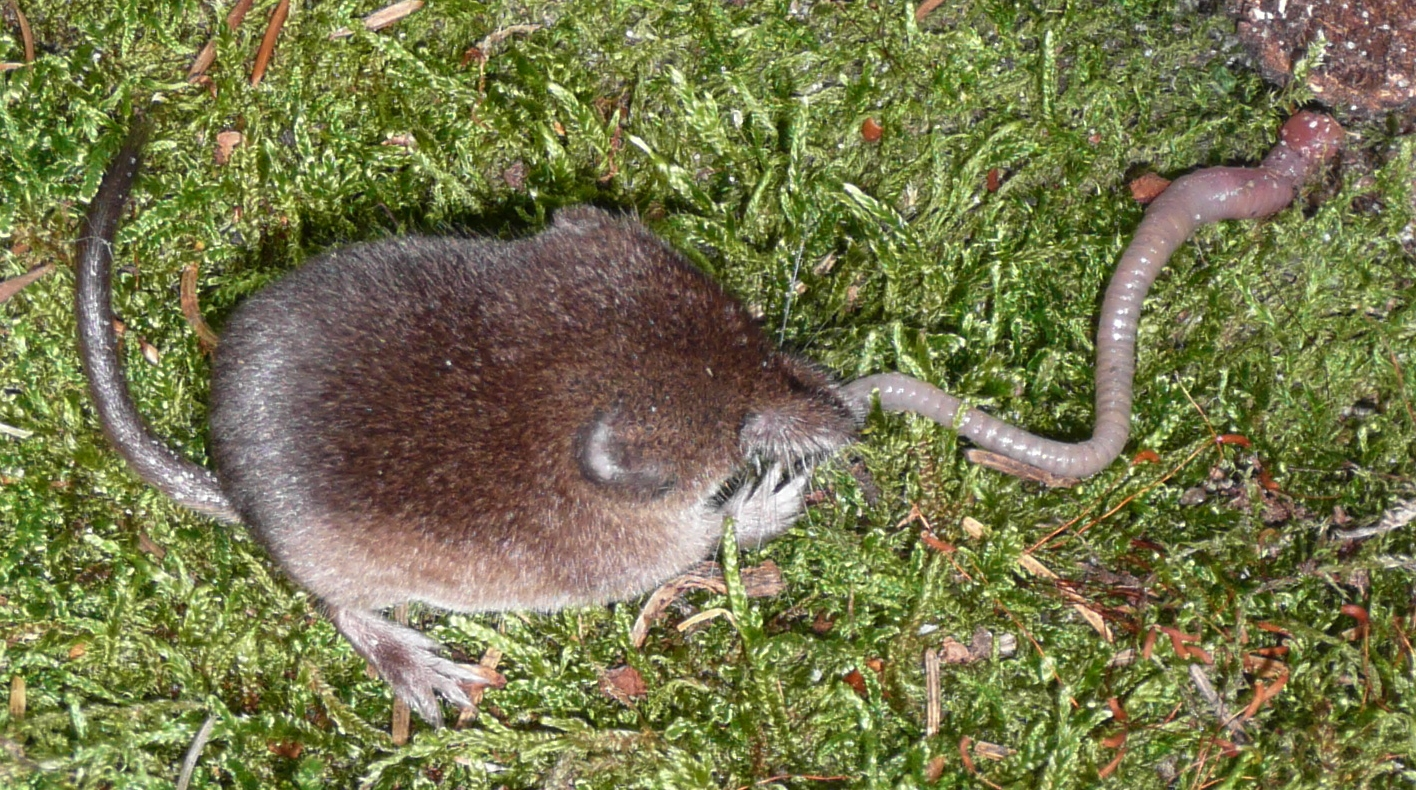
Musaraigne carrelet se nourrissant d'un ver de terre

La musaraigne carrelet mange deux à trois fois son poids chaque jour en insectes, limaces, araignées, gastéropodes, vers ou petits vertébrés,. L'importance des lombrics dans son alimentation démontre qu'elle est davantage souterraine que d'autres espèces de musaraignes. Elle mange également parfois des graines oléagineuses. Pour absorber une telle quantité de nourriture, la musaraigne carrelet doit manger toutes les deux à trois heures,. Quelques heures de diètes suffisent à la mettre en danger de mort,.

### Prédation
Les principaux prédateurs des musaraignes carrelets sont les hiboux, les chats, les belettes, les serpents, les hermines et les renards roux.

### Reproduction

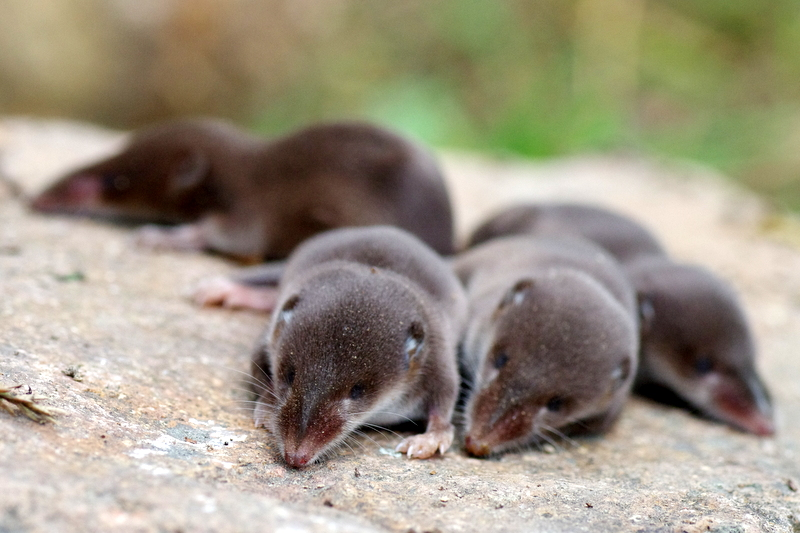
Juvéniles

La saison de reproduction des musaraignes carrelets dure de mars à septembre, mais atteint son apogée pendant les mois d'été. Après une période de gestation de 20 jours, la femelle donne naissance à une portée de cinq à neuf petits. Elle élève deux à cinq portées chaque année. Les jeunes ont leurs yeux qui s'ouvrent après 20 à 22 jours et sont sevrés et indépendants en 22 à 25 jours. Les jeunes musaraignes forment souvent une caravane derrière leur mère, chacune tenant la queue de son frère ou de sa sœur devant elle avec sa bouche.

## Répartition et habitat

### Répartition

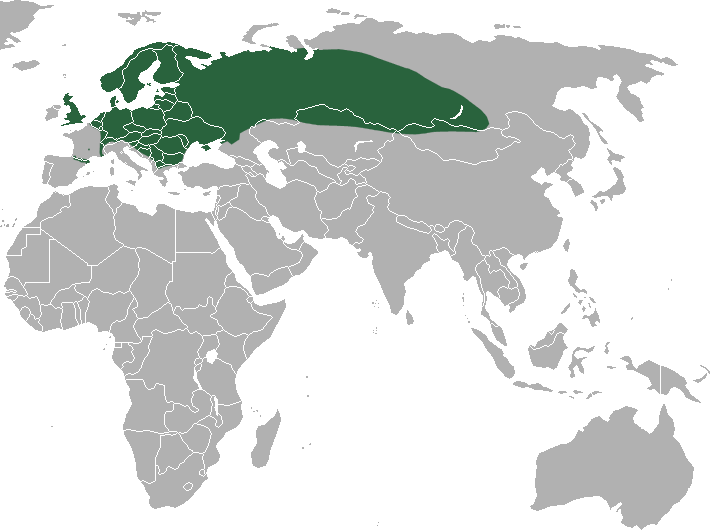
Répartition de la musaraigne carrelet

La musaraigne carrelet vit dans l'écozone paléarctique de la Grande-Bretagne à la Sibérie, en passant par la Scandinavie et l'Europe de l'Est. En France et dans la péninsule ibérique, il n'y a que des occurrences isolées dans des régions de montagne, à savoir le Massif central et les Pyrénées; dans le reste de ces pays, elle est remplacée par la musaraigne couronnée. La musaraigne carrelet est également absente en Irlande et surtout dans la zone méditerranéenne, où sa présence, ainsi qu'en Europe du Sud-Est, est limitée aux régions montagneuses.

### Habitat
L'habitat de la musaraigne carrelet est très varié (broussailles, bois, champs, haies, jardins, rives de lacs) qui n'hésite pas à pénétrer dans les maisons à l'automne. L'élément-clé semble être la présence d'une couverture végétale ou de trous entre des pierres qui la protègent contre les rapaces nocturnes. Elle est également absente des zones très arides. On la trouve entre le niveau de la mer et 2500 mètres d'altitude.

## La musaraigne carrelet et l'homme

### Population et conservation
La musaraigne carrelet est l'espèce de musaraigne la plus abondante et sa population est globalement stable. Au niveau mondial, l'IUCN la classe en préoccupation minimale. En Europe, elle figure sur l'annexe 3 de la Convention relative à la conservation de la vie sauvage et du milieu naturel de l'Europe. Les principales menaces que l'homme fait peser sur la musaraigne carrelet, sans toutefois mettre en danger la survie de l'espèce au niveau global, est, d'une part, la dégradation de ses habitats et, d'autre part, les pesticides et polluants qu'elle ingère par le biais de ses proies. Elle est même utilisée comme espèce indicatrice de la pollution terrestre dans certains pays.

### Croyances populaires
Comme l'indique son nom (musaraneus, en latin, est formé sur mus, « souris », et araneus, « d’araignée »), la musaraigne carrelet est venimeuse.